# 17 avril 1993
Le samedi 17 avril 1993 est le 107e jour de l'année 1993.

## Naissances
- Greg Mahle, joueur de baseball américain
- Jessica Allen, Coureuse cycliste professionnelle australienne
- Ken Romain, athlète français, spécialiste des épreuves de sprint
- Marta Biedziak, joueuse polonaise de volley-ball
- Patric Gabarrón, joueur de football espagnol
- Race Imboden, escrimeur américain
- Richard Douma, athlète néerlandais
- Sergio Argüello, coureur cycliste colombien
- Serhiy Kulish, tireur ukrainien
- Sindre Lunke, coureur cycliste norvégien

## Décès
- Denys W. Harding (né le 13 juillet 1906), Psychologue et critique littéraire britannique
- Mario Maccaferri (né le 20 mai 1900), luthier et guitariste italien
- Nikolaï Krioukov (né le 8 juillet 1915), acteur soviétique et russe
- René Marache (né le 22 février 1914), universitaire français spécialiste de littérature latine
- Turgut Özal (né le 13 octobre 1927), dirigeant politique turc d'origine kurde

## Événements
- Découverte des astéroïdes :
  - (10134) 1993 HL6
  - (43841) Marcustacitus
  - (7707) Yes
  - (7778) Markrobinson
- Début du championnat du monde de snooker 1993
- Inauguration de l' interstate 215 au Nevada
- Sortie du film japonais Kamen Rider ZO